# Поручник Тара
Поручник Тара је стрипски серијал из жанра партизанског стрипа чији су аутори сценариста Светозар Обрадовић и цртач Бранислав Керац. Укупно је урађено 22 епизоде серијала у периоду 1975-1979, од којих су 19 објављене у издањима новосадских кућа „Дневник“ и „Форум Маркетпринт“, а три су остале необјављене.
Лик поручника Таре је био делимично заснован на стварном партизану из Обрадовићеве породице, а изглед лика је направљен по узору на америчког глумца Клинта Иствуда. 
У својим завршним епизодама, овај стрип се издвојио сценаристичким и ликовним квалитетима у односу на друге стрипове партизанског жанра из истог периода.

## Стрипографија
- Земуница, Златни кликер, бр. 10, 12 страна, Нови Сад, јуни 1975.
- Пут у амбис, Златни кликер, бр. 10, 17 страна, јуни 1975.
- Партизанска част, Златни кликер, бр. 11, 12 страна, јули 1975.
- Ватромет, Златни кликер, 14 страна, август 1975.
- Бункер, Златни кликер, 14 страна, септембар 1975.
- Сигнал у ноћи, Златни кликер, 13 страна, октобар 1975.
- Подземни ходник, Златни кликер, 23 стране, новембар 1975.
- Бумбарева банда, Златни кликер, 27 страна, новембар-децембар 1975. / јануар 1976.
- Храбро срце једног зеца, Златни кликер, 22 страна, 1-22. март 1976.
- Орао зове Јастреба, Златни кликер, 16 страна, април 1976.
- Препад на Луфтвафе, Златни кликер, 16 страна,  30. април - 20. мај 1976.
- Сусрет на мосту, Стрип забавник, 20 страна, Нови Сад, 3-17. јул 1976.
- Клопка, Стрип забавник, 20 страна,  јули-август 1976.
- Тамо где звери прођу, Златни кликер, 20 страна,  септембар-октобар 1976.
- Пријатељ са друге стране 1 (необјављено), 20 страна,  октобар-новембар 1976.
- Пријатељ са друге стране 2 (необјављено), 20 страна,  новембар-децембар 1976.
- Кад је бал, нек је бал (необјављено), 20 страна, децембар 1976 / јануар-фебруар 1977.
- Маказице смрти, Стрип забавник, 20 страна,  јануар-фебруар 1977.
- Зимске замке, Стрипотека, бр. 508. (22.8.1978)
- Бекство из пакла, Стрипотека, бр. 522. (28.11.1978)
- Паук плете мрежу, Стрипотека, бр. 549, 16 страна,  септембар 1978.
- Метак за ђавола, Стрипотека, бр. 577, 22 страна,  март/јуни 1979.